# قره‌باشلو
قره‌باشلو، روستایی از توابع بخش مرکزی شهرستان بجنورد در استان خراسان شمالی ایران است.مردم آن از کرد های کرمانج هستند که توسط شاه عباس صفوی به شمال خراسان برای جلوگیری از حمله بیگانگان به شمال خراسان کوچانیده شدند

## جمعیت
این روستا در دهستان آلاداغ قرار دارد و براساس سرشماری مرکز آمار ایران در سال ۱۳۸۵، جمعیت آن ۱۹۹ نفر (۵۲خانوار) بوده‌است.